# 仲岡一紀
仲岡 一紀（なかおか かずのり、1960年2月5日 - ）は、日本の実業家。
2022年6月に京王百貨店代表取締役社長に就任した。

## 来歴
東京都出身。
東京都立立川高等学校を経て、1983年（昭和58年）に早稲田大学商学部を卒業後、京王帝都電鉄（現・京王電鉄）に入社した。京王電鉄の取締役（2013年）、取締役専務執行役員（2020年）を経て、2022年6月の株主総会後に京王百貨店社長に就任する予定である。